# Esteban Singzon
Esteban Singzon (Calbiga, 13 augustus 1884 - ?) was een Filipijns politicus.

## Biografie
Esteban Singzon werd geboren op 13 augustus 1884 in Calbiga in de Filipijnse provincie Samar. Hij was een zoon van Doroteo Singzon en Mamerta Quimbo. Singzon voltooide in 1903 een bachelor of Arts-diploma aan het Colegio de San Juan de Letran, met het predicaat sobresaliente (uitmuntend). Singzon studeerde daarna rechten aan de University of Santo Tomas en in 1909 werd hij door het Hooggerechtshof van de Filipijnen toegelaten tot de Filipijnse balie. 
Bij de verkiezingen van 1916 kreeg Singzon de meeste stemmen in 9e Senaatsdistrict. Hij won hiermee een termijn van zes jaar in de Senaat van de Filipijnen.
Singzon was getrouwd met Soledad Veloso.